# Heal Edina
Heal Edina (Budapest, 1967. december 18. –) magyar közgazdász és üzleti vezető, a Google Magyarország ügyvezető igazgatója 2010–2017 között, az Egyenlítő Alapítvány alapítója és vezetője. Jelentős szerepet vállal a digitális gazdaság hazai fejlesztésében, és ismert a nők munkahelyi esélyegyenlőségéért végzett tevékenységéről.

## Életpályája
Heal a Kereskedelemi és Vendéglátóipari Főiskola (ma: Budapesti Gazdaságtudományi Egyetem) szerzett diplomát. Pályafutását a reklámszakmában kezdte. MBA diplomát szerzett a franciaországi INSEAD egyetemen. Ezt követően Londonban kezdett dolgozni az Island Records lemezkiadónál, majd Magyarországon folytatta karrierjét az EMI lemezkiadó ügyvezető igazgatójaként. Később 2010 és 2015 között a Sláger Rádió vezérigazgatója volt 5 éven keresztül annak megszűnéséig.
2010-ben csatlakozott a Google magyarországi irodájához mint a cég ügyvezető igazgatója. Irányítása alatt vezették be a Youtube és Streetview szolgáltatást Magyarországon, illetve a a Google számos programot indított a digitális kompetenciák fejlesztésére, különös tekintettel a kis- és középvállalkozások (kkv-k) digitalizációjára és az online jelenlét erősítésére.

## Közéleti tevékenysége
Heal aktív szószólója a munkahelyi egyenlőségnek és a nők technológiai szektorban való részvételének. Magyarországi és nemzetközi konferenciákra kérik fel előadónak a női vezetők szerepéről és a diverzitás fontosságáról. A pályafutása után civil kezdeményezésekben is részt vett, különösen a STEM-területeken tanuló lányok és nők támogatásában. Az Egyenlítő Alapítvány alapítója, cégvezetője. Az alapítvány 400 tagjának szakmai hozzájárulásával, mentorprogramjával, konferenciáival és podcastjével támogatja az esélyegyenlőséget, együttműködve a magyar és nemzetközi vállalatok, a civil szféra és művészet szereplőivel.

## Elismerések
A Forbes Magyarország az 50 legbefolyásosabb magyar nő listáján az üzlet kategóriában 2015-ben 4., ’16-ban 13., ’17-ben 5. és ’19-ben 12. helyen szerepelt.